# Луна (Сату-Маре)
Луна (рум. Luna) — село у повіті Сату-Маре в Румунії. Адміністративно підпорядковане місту Негрешть-Оаш.
Село розташоване на відстані 431 км на північний захід від Бухареста, 41 км на схід від Сату-Маре, 119 км на північ від Клуж-Напоки.

## Населення
За даними перепису населення 2002 року у селі проживали 596 осіб, з них 595 осіб (99,8%) румунів. Усі жителі села рідною мовою назвали румунську.